# ين يانغ يو
ين يانغ يو! مسلسل رسوم متحركة أمريكي كندي عرض لأول مره في 4 سبتمبر 2006 واستمر عرضه حتى 18 أبريل 2009 . تمت دبلجة المسلسل للغة العربية وعرض على قناة إم بي سي 3 وقناة أجيال.

## الشخصيات
- ين
- يانغ
- يو
- كارل
- هارولد
- والدة كارل
- سيد الليل
- يوكك
- كوب
- ديف
- لينا

## تمثيل
- أسماء مصطفى
- وفاء العبد الله - يانغ
- ليندا دعنا
- عبد الكامل الخلايلة
- جهاد مناصرة
- هشام حمادة

## طاقم العمل

### النسخة العربية
- الترجمة: رنا بشور
- التسجيل: معز مهنا
- مكساج: نعمان الحداد
- غرافيك: ياسين توتنجي
- مونتاج: نادي عبد الحميد
- الإشراف الفني: وسام حيدر
- الإشراف العام: منى سمعان

## روابط خارجية
- ين يانغ يو على موقع IMDb (الإنجليزية)
- ين يانغ يو على موقع ميتاكريتيك (الإنجليزية)
- ين يانغ يو على موقع كينوبويسك (الروسية)
- ين يانغ يو على موقع ألو سيني (الفرنسية)
- ين يانغ يو على موقع قاعدة بيانات الفيلم (الإنجليزية)
- Yin Yang Yo! في قاعدة بيانات الرسوم المتحركة الكبيرة